# Лошкарьов Сергій Леонідович
Лошкарьов Сергій Леонідович (рос. Лошкарёв Сергей Леонидович; нар. 5 грудня 1983, Новочеркаськ, Ростовська область) — козацький та екологічний активіст з міста Новочеркаська.
Відомий також під псевдонімами Ажинов та Білогвардієць.

## Діяльність
Був одним з найактивніших учасників протесту проти знищення владою гаю «Червона весна» (рос. «Красная весна») у Новочеркаську. Автор багатьох відеозвернень, що стосуються подій в Україні.

## Арешт
5 червня 2014 року Лошкарьова затримали на 3 доби за статтею непокори законним вимогам поліції.
При затриманні виявили пістолет ТТ. В дійсності активіст Сергій Лошкарьов носив при собі офіційно зареєстрований травматичний пістолет «Оса».
Багато правозахисників пов'язують затримання та арешт з екологічною та громадською діяльністю, а також за жорстку критику влади Російської Федерації та відкриті коментарі щодо подій в Україні. Зокрема, одним з ключових називають відеозвернення до лідера «Правого сектору» Дмитра Яроша.
Лошкарьова признали винним по частині 1 ст. 222 КК РФ (незаконний обіг зброї) та присудили два роки в колонії-поселені.
6 квітня 2015 року правозахисний центр «Мемориал» визнав Лошкарьова політв'язнем.
14 липня 2015 рішенням Ростовського обласного суду Лошкарьов був амністований.